# 위수 (현무)
위수(危宿)는 동아시아의 별자리인 이십팔수의 하나이다. 북방현무 7수(宿) 중 다섯 번째에 해당된다.
서양 별자리의 물병자리와 페가수스자리의 일부에 해당된다.

## 위수에 속한 별자리
위수에 속한 별자리들은 다음과 같다.
| 별자리 | 한자 | 별 개수 | 위치           |
| ------ | ---- | ------- | -------------- |
| 위     | 危   | 3       | 물병, 페가수스 |
| 인성   | 人星 | 4       |                |
| 저     | 杵   | 3       |                |
| 구     | 臼   | 4       |                |
| 거부   | 車府 | 7       |                |
| 천구   | 天鉤 | 9       |                |
| 조보   | 造父 | 5       | 세페우스자리   |
| 분묘   | 墳墓 | 4       | 물병자리       |
| 허량   | 虛梁 | 4       |                |
| 천전   | 天錢 | 5       |                |
| 개옥   | 蓋屋 | 2       |                |

## 같이 보기
- 이십팔수

## 참고 문헌
- 권근 외, 『천상열차분야지도』, 서운관(書雲觀), 1395
- 이문규, 《고대 중국인이 바라본 하늘의 세계》, 문학과 지성사, 2000
- 이순지 저, 김수길.윤상철 역,《천문류초》, 대유학당, 1998
- 박창범, 《하늘에 새긴 우리역사》, 김영사, 2002